# Манкінер
Манкіне́р (рос. Манкинер, марій. Манкинер) — присілок у складі Параньгинського району Марій Ел, Росія. Входить до складу Усолинського сільського поселення.

## Населення
Населення — 2 особи (2010; 9 у 2002).
Національний склад (станом на 2002 рік):
- росіяни — 56 %
- марі — 44 %